# Indianismo arcádico
El indianismo arcádico es una versión del movimiento estético literario del indianismo surgido en la literatura luso-brasileña colonial que representa una versión idealizada y sublimada del indígena brasileño, eventualmente caracterizado como imagen del heroísmo nacional.
El objetivo no será retratar las verdaderas condiciones de los nativos sino representar en la literatura a seres dotados con valores ideales.[cita requerida]

## El indígena ilustrado
El indio aparece destacado en la lengua portuguesa en el siglo XVII en el poema épico O Uruguai de José Basílio de Gama que siguió el modelo dictado por Rousseau en la tesis del "buen salvaje", es decir, que "el hombre es bueno por naturaleza" y posteriormente es corrompido por la sociedad. En relación con las personas indígenas se les muestra como seres esencialmente buenos, pero corrompidos por los jesuitas.

## Legado de la imagen arcádica
El indianismo derivado del arcadismo se desarrolló en el romanticismo y se constituirá en uno de los fundamentos de la "identidad brasileña" del siglo XIX. El indianismo puede ser definido por hacer referencia a la idealización del indígena, a veces plasmado como héroe nacional. En el siglo XX el indígena aparece nuevamente como ícono del nacionalismo.